# Бабурин, Михаил Никитич
Михаил Никитич Бабурин (1901 — 30 августа или 11 октября 1944) — советский конструктор артиллерийского вооружения, заместитель главного конструктора ОКБ-16 Я. Г. Таубина. Репрессирован. После смерти И. В. Сталина реабилитирован.

## Биография

### Карьера конструктора
Весной 1934 года в Москве было организовано оружейное конструкторское бюро — ОКБ-16 Народного комиссариата вооружения, где Михаил Бабурин работал в должности ведущего конструктора артиллерийских систем под руководством Якова Таубина.
Совместно с Я.Таубиным были разработаны проекты:
- Авиационная пушка МП-6 калибра 23 мм[1][2] («мотор-пушка», она же ПТБ-23[3][4], «пушка Таубина-Бабурина» и БТ-23[1][5]. Устанавливалась на опытных модификациях самолётов Ил-2[3], И-21[6][7] и ЛаГГ-1[4])
- Её модификация — ПТ-23ТБ «пушка танковая 23 мм системы Таубина-Бабурина», для установки в башне танка Т-40. Позже дорабатывалась А. Э. Нудельманом
- Пехотная противотанково-зенитная пушка калибра 23 мм
- Авиационный пулемёт АП-12,7 калибра 12,7 мм

23 мм пехотная пушка и авиационный пулемёт не были доведены до законченного состояния в срок, что послужило одной из причин ареста органами НКВД по обвинению в «саботаже и вредительстве».

### Арест и гибель
Арестован 16 мая 1941 года. Постановление на арест подписано заместителем наркома Госбезопасности и Прокурором СССР. Осуждён за «вредительство в сфере оборонной промышленности» к 5 годам исправительно-трудовых лагерей с правом переписки. Скончался в ГУЛАГе По разным данным 30 августа или 11 октября 1944 года.